# Рамзес (група)
Вижте пояснителната страница за други значения на Рамзес.
Рамзес (на немски: Ramses) e прогресив рок група, сформирана в Хановер, Германия през 1972 г., чиято музика е предимно базирана на използването на синтезатор. Студийните записи са осъществени в „Sky Records“, „Conny Plank's studio“ и в судиото на група Елой – „Horus Sound“.

## История
Групата е основана от Ханс-Юрген Ламерс, Петер Клагес, Бренд Пробст, Ханс-Дитер Кинкхамер и Херберт Натхо . Името на групата Рамзес II е базирано на предложението на Петер Клагес. Въпреки това, групата винаги се е наричала Рамзес, а не Рамзес II. Те записват своя първи и най-успешен албум „La Leyla“ само за седмица в студиото на Conny Plank. Освен заглавната песен „Devil Inside“ и „Someone Like You“, албумът включва антивоенното парче (свързано с войната във Виетнам) „War“, което се смята за твърде противоречиво в САЩ и там е заменено от „Noise“, използвайки същата мелодия и аранжимент. В годините след основаването си, групата е подложена на постоянни промени в състава, докато след две по-успешни години не е намерена подходящата конфигурация, която ѝ помага да успее в продължение на пет години. До 1983 г. Рамзес II са по-активни на сцената, отколкото в студиото, поради което те издават само пет албума, първите два от които също спомагат за постигане на международен успех. След албума „Control Me“ от 2000 г., групата става по-пасивна в началото.
От 2002 година Рамзес отново започват да провеждат лайв изпълнения. През ноември 2014 г. Рамзес издават последния си албум „Firewall“.

## Дискография
- LP „La Leyla“ – 1976
- LP „Eternity Rise“ – 1978
- LP „Light Fantastic“ – 1981
- CD „Control Me“ – 2000
- CD „Firewall“ – 2014

## Състав

### Основатели
- Ханс-Юрген Ламерс – ударни
- Петер Клагес – китари
- Бренд Пробст – клавир
- Ханс-Дитер Кинкхамер – бас
- Херберт Натхо – вокал

### Настоящи членове
- Райхард Шрьотер – вокал, клавир – от 1975 г.
- Уинфред Лангхорст – вокал, клавир – от 1973 г.
- Норберт Лангхорст – китара – от 1973 г.
- Херберт Волфсласт – бас – от 1979 г.
- Франк Гебауер – ударни, перкусии – 2015 г.

### Бивши членове
- Дете Кухламан – ударни
- Клаус Арве – ударни
- Ахим Бейсман – ударни
- Карстен Лол – ударни
- Детлеф „Питер“ Шваар (бивш член на Елой) – китара
- Матиас Мьолер – вокал